# 和田乃神社
和田乃神社（わだのじんじゃ）とは、東京都青梅市日向和田（ひなたわだ）2丁目317に鎮座する神社である。

## 概要
祭神は大山祇神、磐長比売神、茅野比売神の三神を祭る。
旧和田村の総鎮守であった。
最寄り駅はJR青梅線宮ノ平駅で、駅名はこの神社に由来する。
例祭は9月の第一日曜日で、小学生による奉納相撲が行われている。

## 周辺施設など
- 東京消防庁青梅消防署日向和田出張所
- 臨川庭園
- 明白院：多摩青梅七福神の一つで福禄寿を祀る[2]
- 日向和田保育園